# José Oscar Bernardi
José Oscar Bernardi, beter bekend onder zijn spelersnaam Oscar (Monte Sião, 20 juni 1954) is een voormalig Braziliaanse voetballer en trainer.

## Biografie
Oscar begon zijn carrière bij Ponte Preta uit de stad Campinas in 1972. In 1976 probeerde Palmeiras de speler te kopen, maar de club dreef de prijs zo fel op omdat ze Oscar eigenlijk wilden houden waardoor de transfer afsprong. In 1979 eindigde hij met de club op een knappe tweede plaats in het Campeonato Paulista achter Corinthians. De club, die nu in financiële problemen zat verkocht Oscar voor 16,5 miljoen cruzeiro aan New York Cosmos. Na zeven maanden wilde hij terugkeren naar Brazilië omdat hij niet aardde in het land, zijn familie miste en de taal niet sprak. Hij keerde niet terug naar Ponte Preta maar naar het grote São Paulo. Hij was hier welkom daar de club Aílton Lira verkocht had aan het Arabische Al-Nassr voor vijf keer meer dan dat het de speler van Santos FC gekocht had. Reeds in zijn eerste twee seizoenen won hij met de club het staatskampioenschap. In 1985 en 1987 werden ze opnieuw staatskampioen en in 1986 werd São Paulo zelfs landskampioen. Na onenigheden met de trainer verliet hij in 1987 de club en sloot zijn carrière af bij het Japanse Nissan Motors.
Oscar speelde ook acht jaar voor het nationale elftal en speelde op het WK 1978 en WK 1982. In 1982 scoorde hij een doelpunt in de 4-1 overwinning tegen Schotland. Hij werd nog opgeroepen voor het WK in 1986 maar als reserve, zijn laatste officiële wedstrijd was voor het WK in een vriendschappelijke wedstrijd tegen Chili.
Na zijn spelerscarrière werd hij trainer van verscheidene clubs in Japan, Saoedi-Arabië en ook in zijn thuisland.
1 Leão ·
2 Toninho ·
3 Oscar ·
4 Amaral ·
5 Cerezo ·
6 Edinho ·
7 Zé Sérgio ·
8 Zico ·
9 Reinaldo ·
10 Rivellino  ·
11 Dirceu ·
12 Carlos ·
13 Nelinho ·
14 Abel ·
15 Polozzi ·
16 Rodrigues Neto ·
17 Batista ·
18 Gil ·
19 Jorge Mendonça ·
20 Roberto Dinamite ·
21 Chicão ·
22 Waldir Peres ·
Coach: Coutinho
1 Waldir Peres ·
2 Leandro ·
3 Oscar ·
4 Luizinho ·
5 Cerezo ·
6 Júnior ·
7 Paulo Isidoro ·
8 Sócrates  ·
9 Serginho ·
10 Zico ·
11 Éder ·
12 Paulo Sérgio ·
13 Edevaldo ·
14 Juninho ·
15 Falcão ·
16 Edinho ·
17 Pedrinho ·
18 Batista ·
19 Renato ·
20 Roberto Dinamite ·
21 Dirceu ·
22 Carlos ·
Coach: Telê Santana
1 Carlos ·
2 Édson ·
3 Oscar ·
4 Edinho  ·
5 Falcão ·
6 Júnior ·
7 Müller ·
8 Casagrande ·
9 Careca ·
10 Zico ·
11 Edivaldo ·
12 Paulo Vítor ·
13 Josimar ·
14 Júlio César ·
15 Alemão ·
16 Mauro Galvão ·
17 Branco ·
18 Sócrates ·
19 Elzo ·
20 Paulo Silas ·
21 Valdo ·
22 Leão ·
Coach: Santana